# Leo Arnaud
Noël Leon Marius Arnaud, mais conhecido como Leo Arnaud (por vezes creditado como Léo Arnaud) (/ˈleɪ.oʊ ɑrˈnoʊ/; Lyon, 24 de julho de 1904 - Hamptonville, 26 de abril de 1991) foi um compositor franco-estadunidense de trilhas sonoras de filmes, mais conhecido pela composição "Bugler's Dream", que é usado como tema dos Jogos Olímpicos por várias emissoras de televisão, e sendo por isso considerada um hino não-oficial dos Jogos. 
Arnaud estudou composição em conservatórios em Lyon e Paris com Maurice Ravel e Vincent d'Indy. Depois de tocar como trombonista de jazz na França usando o nome de Leo Vauchant e arranjar para a banda Jack Hylton na Inglaterra de 1928 a 1930, ele imigrou para os Estados Unidos em 1931. Lá, ele trabalhou em Hollywood como arranjador de Fred Waring antes de ingressar no Metro-Goldwyn-Mayer como arranjador, compositor e orquestrador de 1936 a 1966.
Arnaud foi indicado ao Oscar de Melhor Trilha Sonora Original por The Unsinkable Molly Brown (1964) no 37º Oscar, apresentado em 1965. Foi uma co-indicação com seis outras pessoas que também escreveram a música do filme, com Arnaud fazendo a orquestração.

## Bugler's Dream
"Bugler's Dream" é muito conhecida como música-tema dos Jogos Olímpicos por ser usada nas transmissões das Olimpíadas da ABC e da NBC nos Jogos, começando com os Jogos Olímpicos de Verão de 1964 em Tóquio. É considerado um símbolo olímpico. A peça de Arnaud é muito imponente, começando com uma cadência de tímpanos que logo se junta a um tema distinto em latão.
O tema musical de "Bugler's Dream" é baseado na composição "Salut aux étendards" de Joseph-David Buhl, uma típica chamada de trompete da cavalaria, composta durante o Consulado Francês de Napoleão.
Arnaud foi contratado pelo maestro Felix Slatkin para criar uma peça para seu álbum "Charge!" em 1958. Para isso, ele escreveu "The Charge Suite", publicado pela Shawnee Press, que incluía "Bugler's Dream". A emissora ABC começou a usar a composição como tema para as transmissões das Olimpíadas da ABC nos Jogos Olímpicos de Inverno de 1964 em Innsbruck, Áustria, e nas futuras Olimpíadas. Também foi usada como peça-título da série ABC's Wide World of Sports. A NBC escolheu um tema alternativo em 1988, quando obteve os direitos dos Jogos Olímpicos de Verão de 1988 em Seul, na Coreia do Sul, mas trouxe "Bugler's Dream" de volta para as transmissões das Olimpíadas de 1992 em Barcelona, Espanha.
No álbum "Summon the Heroes" da Boston Pops Orchestra, que foi lançado para os Jogos Olímpicos de Verão de 1996 em Atlanta, Geórgia, "Bugler's Dream" foi combinado em um medley com a composição "Olympic symbols", de John Williams. O medley consiste no arranjo de Williams de "Bugler's Dream" - semelhante ao original de Arnaud, mas com uma repetição do tema com uma orquestra completa - seguido pela composição de Williams escrita para os Jogos Olímpicos de Verão de 1984 em Los Angeles, Califórnia. O arranjo de Williams de "Bugler's Dream / Olympic Fanfare and Theme" foi usado na cerimônia de encerramento dos Jogos Olímpicos de Inverno de 2010 e continuou a ser usado na cobertura olímpica posterior pela NBC.